# Csicsva vára
Csicsva vára (szlovákul: Čičava, Čičva vagy Hrad Čičava) a 13. században épített vár romja a ma Telekházához tartozó Csicsvaalja fölött az Alacsony-Beszkidekben 205 m tengerszint feletti magasságban. A vár 1711-ben, a Rákóczi-szabadságharcot követően került felrobbantásra, 1963-tól Szlovákia kulturális örökségének része.
A vár megvédéséért tett munkák 2014-ben kezdődtek, és a Pro futuro hradu Čičva (Csicsva vára jövőjéért) szervezet vezeti őket. A vár területe szabadon látogatható.

## Történelmi megnevezések
A vidéket először 1270-ben Chichywa néven említi V. István oklevele, melyben Básztély nembeli Rénold nádornak adományozza a hadseregben tett szolgálatáért és hűségéért. A várról az első írásos emlék 1316-ból maradt fenn, melyben castrum Chychowa, Chychua néven említik. Ekkor Péter – feltételezhetően Rénold unokája – megjutalmazta Peres Miklós várnagyot a vár megvédéséért. Feltehetően Petenye fia Péter királyellenes felkelő hadát fordították vissza, a harcban Miklós várnagy elveszítette bal karját, István bátyja és három másik várvédő pedig életét vesztette.

## Története

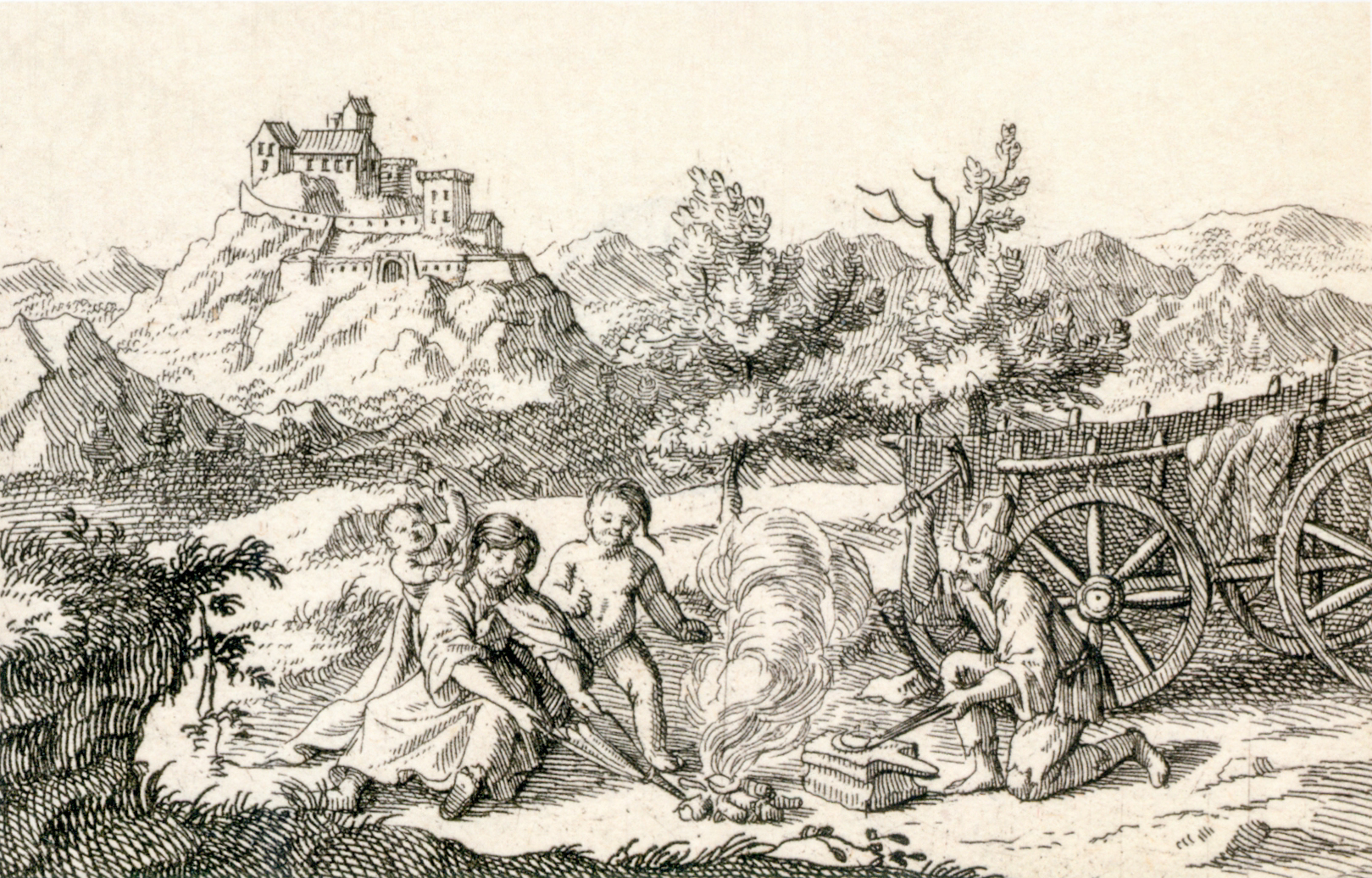
A vár ábrázolása Justus van den Nypoort 1686-os metszetén

A vár 1309–1316-ban épült, és a Lengyel kaput (Porta Polonica) védte. Nagy kiterjedésű uradalom központja volt, amelyhez több, mint hatvan település tartozott.
A 16. században itt tartották Zemplén vármegye nemesi közgyűlését, és itt volt a vármegye levéltára is. 1527-ben Szapolyai János seregei bevették és felgyújtották. Ennek következtében a levéltár leégett, a várat azonban helyreállították.
1575-ben a közeli Varannón tartották Nádasdy Ferenc és Báthori Erzsébet menyegzőjét, a vár része volt a hozománynak. 1610-ben Erzsébet lánya, Katalin, feleségül ment a homonnai Drugeth Györgyhöz, a vár így a Drugethekhez került, akik kibővítették.
1684-ben Thököly vette be, 1704-ben pedig II. Rákóczi Ferenc hadai foglalják el. A kurucok helyreállították, és egészen 1711-ig tartották, amikor gróf Barkóczy Ferenc január 2-án feladta. A várat a császári hadak lerombolták.
A hagyomány szerint itt őrizték a hazugságok könyvét, ezért az a mondás járta: „be lehetne írni a csicsvai könyvbe”.

## A vár és környéke
Az erősség egy szabálytalan alaprajzú felsővárból, és egy később létesített alsóvárból áll, amely nyugatról övezte félkörben a felsővárat. Az alsóvár két részre tagolódott, az északit vastag falú épület és torony védte, ennek lőtávolságában építették ki az alsóvár bejáratát. A felvár mintegy 6–8 méterrel emelkedett az alsóvár fölé, kapuja nyugatra nyílt, és felvonóhíddal volt ellátva. Az öregtorony a felsővár északnyugati sarkán állt, ez a vár legrégebbi része.

## Jelenlegi állapota
Az egykori alsóvárból nem sok maradt fenn, a felsővárnak pedig főként az északi oldal romjai állnak még ma is, két emelet magasságig.
A vár 2014 óra felújítás alatt áll, amelyeket a Pro futuro hradu Čičva végez. A vár környékét megtisztították a növényzettől, és a nyilvánosság által látogathatóvá tették.

## Turisztikai kapcsolatrendszere
A vár Varannóról a kék jelzésű turistaúton érhető el, amely a vasútállomásról indul és a Dubina elágazásig vezet, ahonnan zöld turistaút visz fel a várhoz. Benkőfalva községről is a zöld turistaút vezet a várhoz. A vár legkönnyebben Telekháza Csicsvaalja községrészéről érhető el a zöld turistaúton.
- a  jelzést követve Telekházáról (Csicsvaalja) ↑ 0:20 h, ↓ 0:20 h
- a  jelzést követve Benkőfalváról ↑ 1:50 h, ↓ 1:45 h
- Varannóról a  jelzést követve a Dubina elágazásig, innen a  jelzést követve ↑ 3:05 h, ↓ 3:05 h

## Galéria

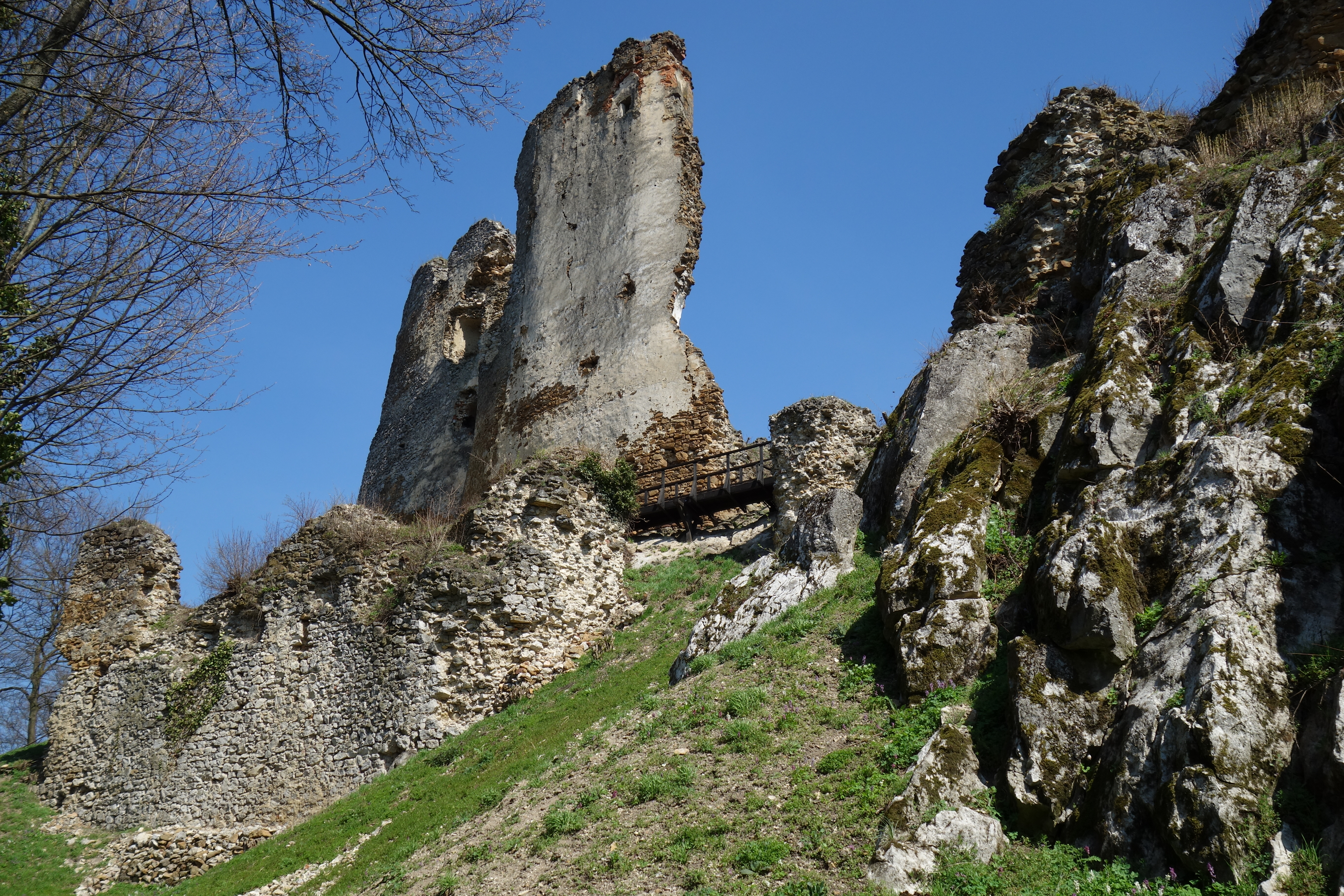
A felsővár kapujának helye
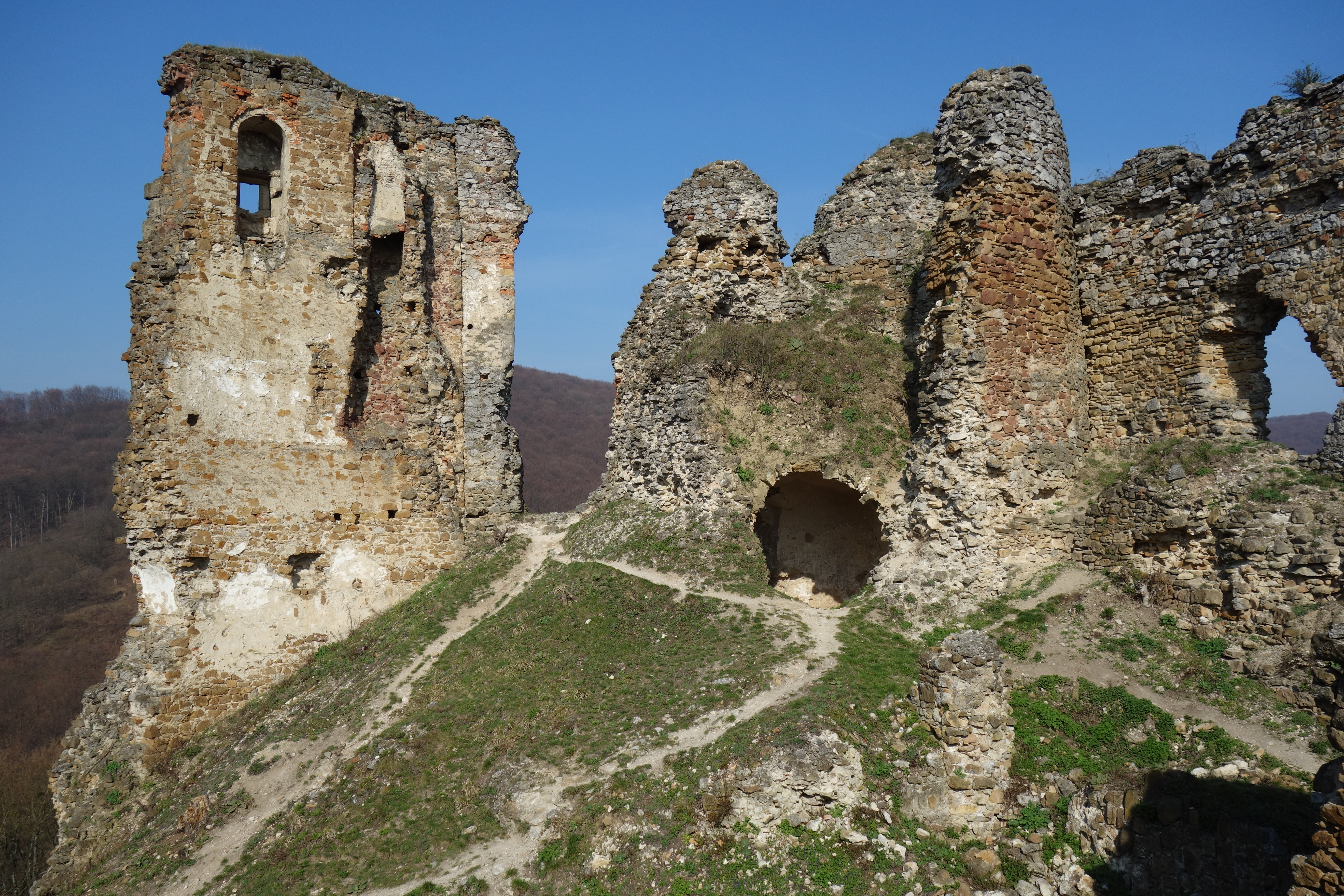
A felsővár romjai
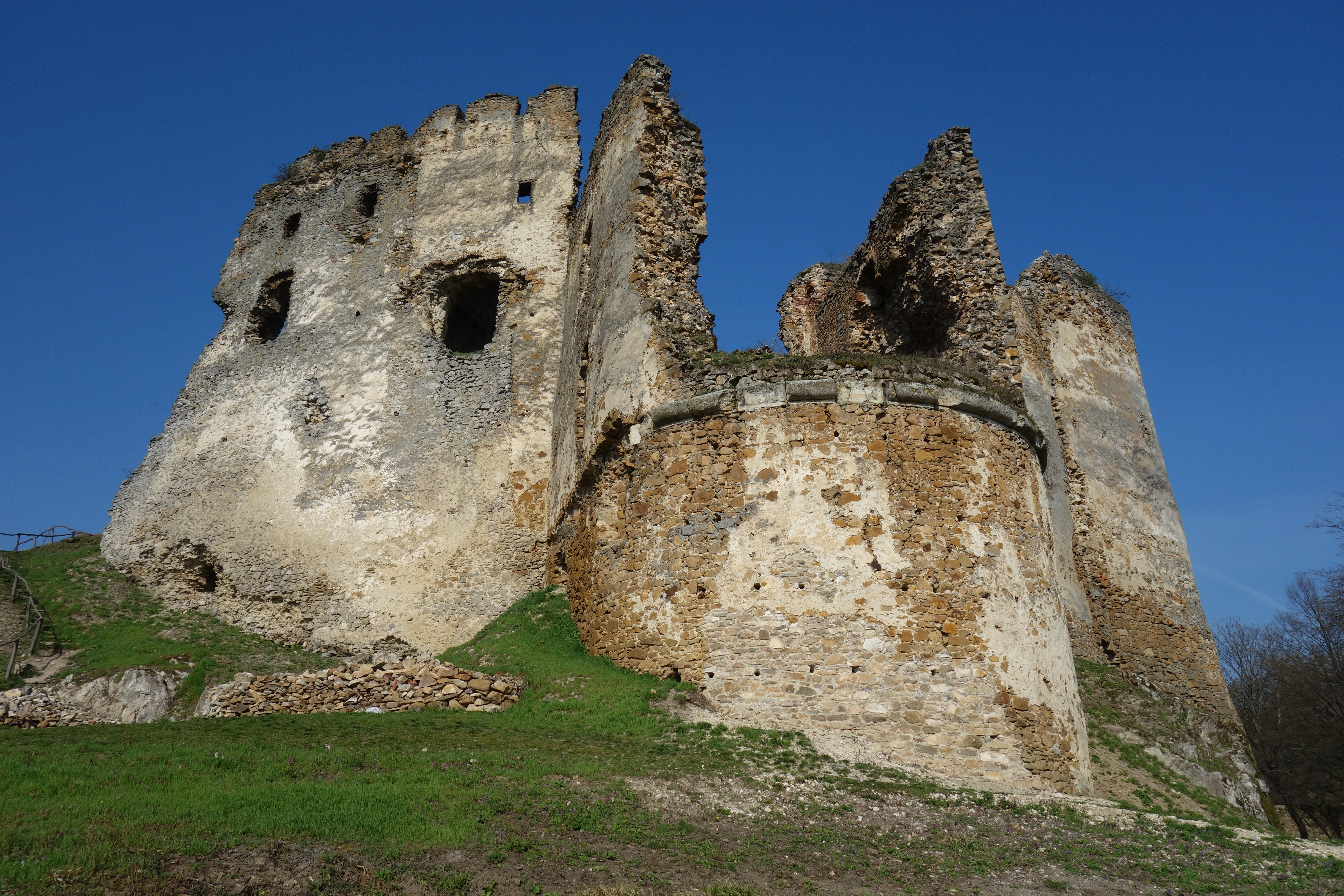
A vár keletre néző olaszbástyájának romjai
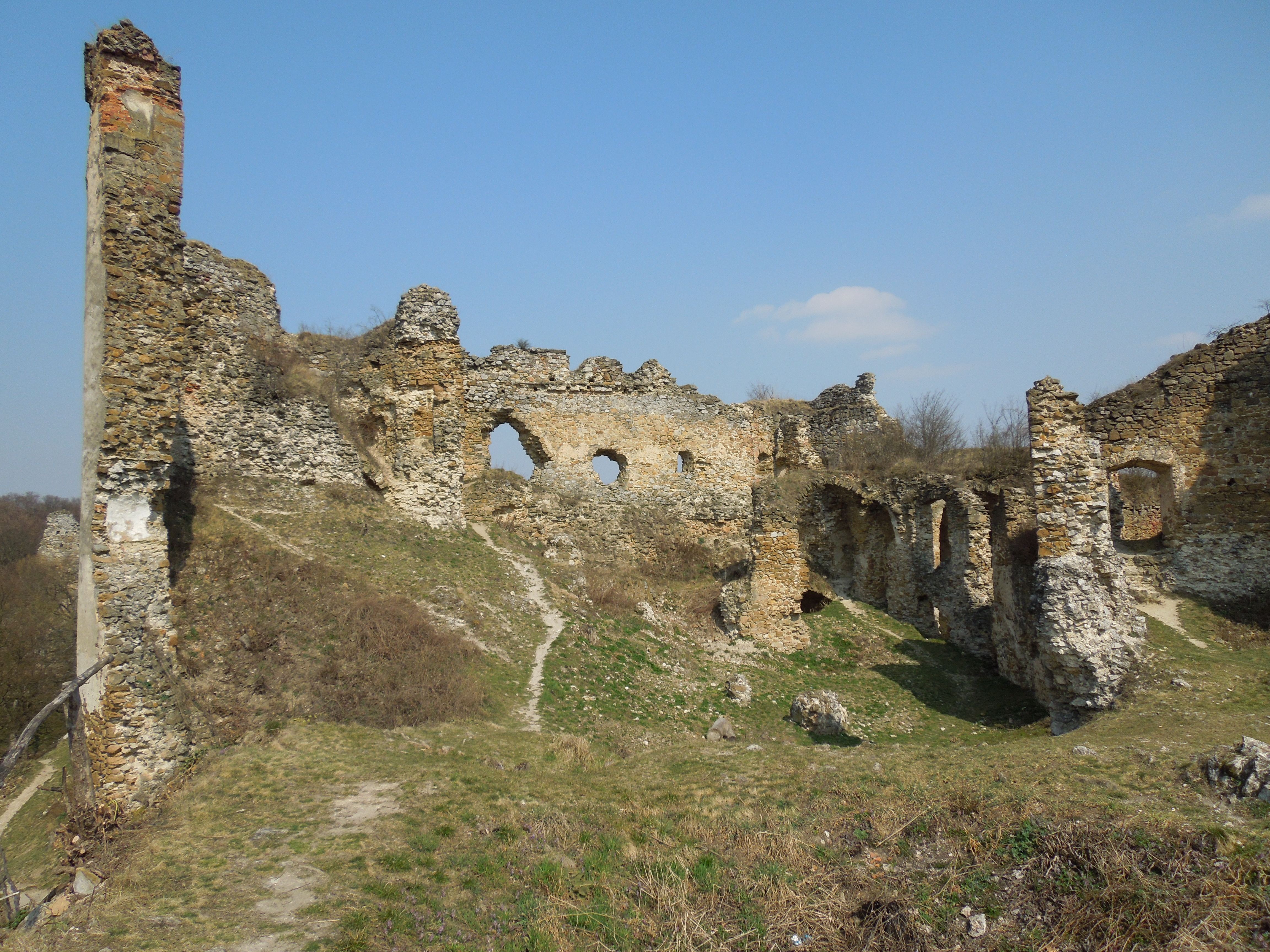
A lakórész romjai
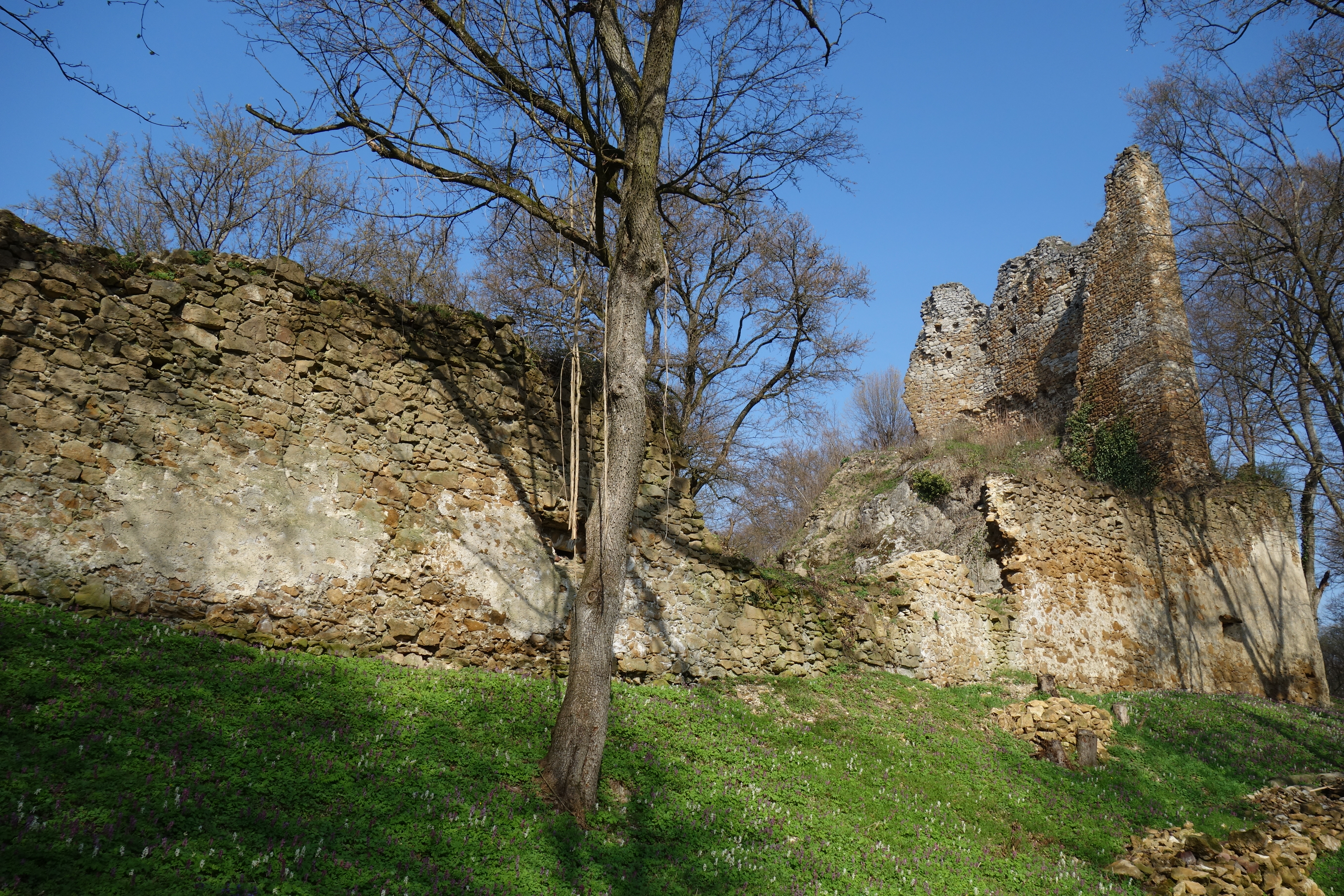
Az alsóvár romjai
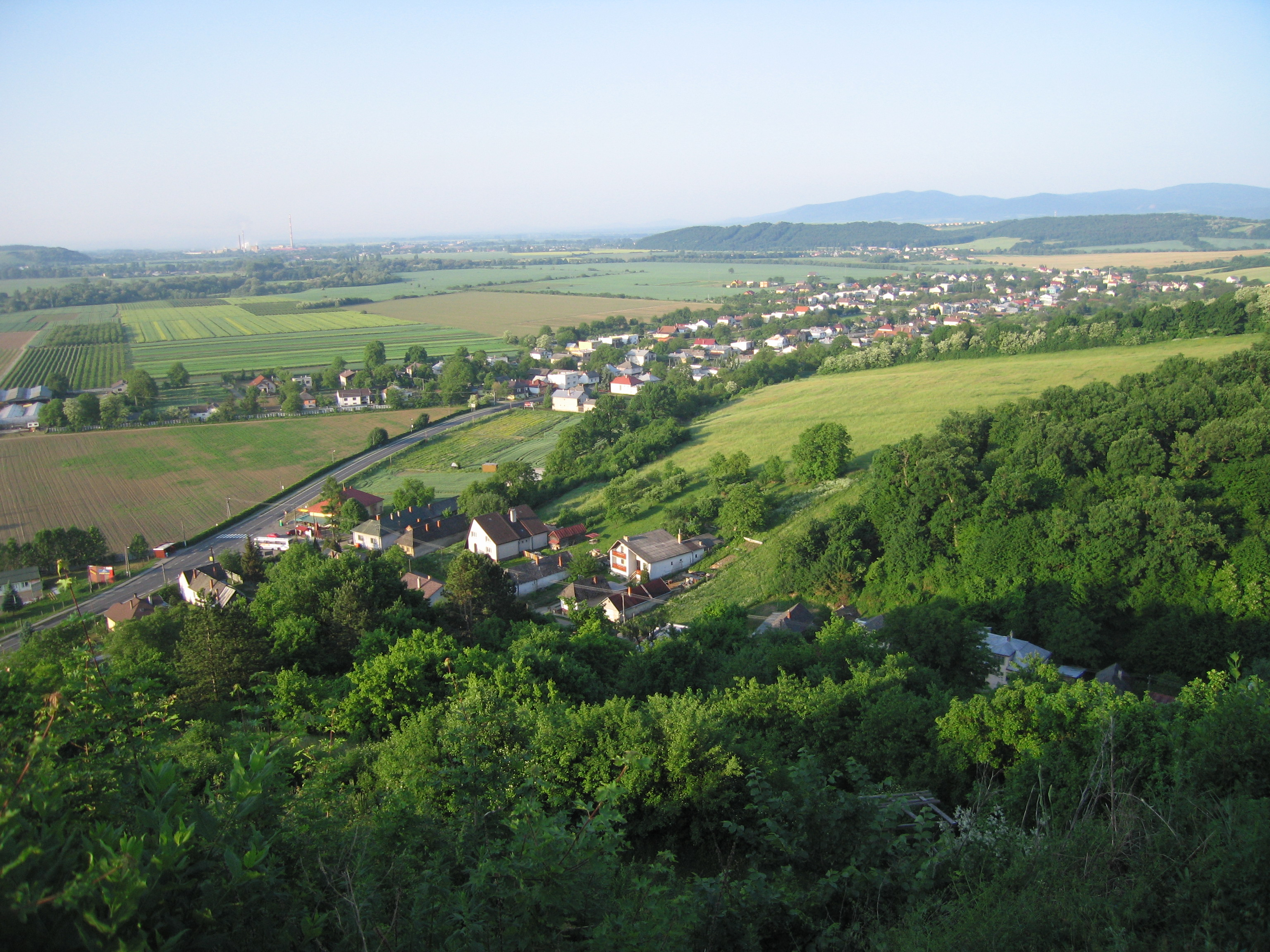
Kilátás Telekháza irányába